# Pro'98
Pro'98 is een lokaal politiek samenwerkingsverband van PvdA, D66 en Pro Barneveld in de gemeente Barneveld. De progressieve partij heeft in 2022 vier zetels behaald, en is daarmee de grootste oppositiepartij. Thema's waar Pro'98 zich op profileert zijn onder andere klimaat & natuurbehoud, armoedebestrijding en cultuur, diversiteit & inclusie. Concrete onderwerpen die hieruit volgen zijn bijvoorbeeld de aandacht voor openbaar voortgezet onderwijs, de aanleg van een skatebaan of het uitdelen van regenboogvlaggen op coming out-dag.

## Fractie
- Arjen Korevaar (fractievoorzitter)
- Henri Mulder
- Eva de Man
- Elvia van den Berg

## Commissieleden
- Aron van Iperen

## Bestuur
- Annelies van Voskuilen (voorzitter)
- Hendri Nortier (penningmeester)
- Aron van Iperen (algemeen bestuurslid)
- Dieta Malestein (algemeen bestuurslid)
- Malika Pater (algemeen bestuurslid)